# Stefan Stojačić
Stefan Stojačić (in serbo Стефан Стојачић?; Novi Sad, 20 febbraio 1989) è un cestista serbo.
Dal 2018 si dedica al Basket 3x3.

## Carriera
Con la Serbia ha disputato i Giochi del Mediterraneo di Pescara 2009.